# Deceptive Bends
Deceptive Bends is het eerste studioalbum dat onder de naam 10cc verscheen nadat de muziekgroep was gehalveerd. Onenigheid over de ontwikkeling van een nieuw muziekinstrument (Gizmotron) en waarschijnlijk ook de muzikale koers leverde het vertrek op van Lol Creme en Kevin Godley. De heren waren nog wel betrokken in het prille stadium van het album, maar speelden niet daadwerkelijk mee op het album. 10cc ging eerst op zoek naar nieuwe musici, maar speelde in het begin het album vol met studiomusici. Paul Burgess zou als drummer een lange tijd bij de band blijven. Na de twee albums met artrock dan wel symfonische rock is de aanpak op dit album meer singlegericht, met kortere stukken. Het progressieve element werd echter behouden in tracks als Feel the Benefit, een driedelige suite. De hoes was van Hipgnosis. Het album is opgenomen in de eigen studio van de band, Strawberry Studio. De band stond destijds gekscherend bekend onder 5cc. Geruchten gingen dat John Lodge de band zou komen versterken; die werden niet bewaarheid. De connecties met de Moody Blues staan in een dankwoord; Thanks to all at Threshold Studios (de geluidsstudio van de Moodies). Creme en Godley kwamen met Consequences, een hoorspel. 

## Musici
- Eric Stewart - zang, gitaar, basgitaar, toetsinstrumenten, percussie
- Graham Gouldman – zang, basgitaar, orgel, dobro, percussie
- Paul Burgess – slagwerk, percussie
- Del Newman – arrangementen voor strijkinstrumenten
- Jean Roussel – toetsinstrumenten
- Tony Spath – hobo, piano, tevens geluidstechnicus

## Tracklist
| Nr. | Titel                      | Duur |
| --- | -------------------------- | ---- |
| 1.  | Good Morning Judge         | 2:55 |
| 2.  | The Things We Do for Love  | 3:29 |
| 3.  | Marriage Bureau Rendezvous | 4:04 |
| 4.  | People in Love             | 3:48 |
| 5.  | Modern Man Blues           | 5:35 |

| Nr. | Titel                        | Duur  |
| --- | ---------------------------- | ----- |
| 1.  | Honeymoon in B Troop         | 2:46  |
| 2.  | I Bought a Flat Guitar Tutor | 1:48  |
| 3.  | You’ve Got a Cold            | 3:36  |
| 4.  | Feel the Benefit             | 11:31 |

| Nr. | Titel                           | Duur |
| --- | ------------------------------- | ---- |
| 10. | Hot the Trot                    | 4:30 |
| 11. | Don’t Squeeze Me like Tootpaste | 3:39 |
| 12. | I’m So Laid Back, I’m Laid Out  | 3:46 |

## Hitnotering

### NederlandseAlbum Top 100
| Hitnotering: 30-04-1977 t/m 30-07-1977 | Hitnotering: 30-04-1977 t/m 30-07-1977 | Hitnotering: 30-04-1977 t/m 30-07-1977 | Hitnotering: 30-04-1977 t/m 30-07-1977 | Hitnotering: 30-04-1977 t/m 30-07-1977 | Hitnotering: 30-04-1977 t/m 30-07-1977 | Hitnotering: 30-04-1977 t/m 30-07-1977 | Hitnotering: 30-04-1977 t/m 30-07-1977 | Hitnotering: 30-04-1977 t/m 30-07-1977 | Hitnotering: 30-04-1977 t/m 30-07-1977 | Hitnotering: 30-04-1977 t/m 30-07-1977 | Hitnotering: 30-04-1977 t/m 30-07-1977 | Hitnotering: 30-04-1977 t/m 30-07-1977 | Hitnotering: 30-04-1977 t/m 30-07-1977 | Hitnotering: 30-04-1977 t/m 30-07-1977 | Hitnotering: 30-04-1977 t/m 30-07-1977 |
| Week                                   | 01                                     | 02                                     | 03                                     | 04                                     | 05                                     | 06                                     | 07                                     | 08                                     | 09                                     | 10                                     | 11                                     | 12                                     | 13                                     | 14                                     |                                        |
| -------------------------------------- | -------------------------------------- | -------------------------------------- | -------------------------------------- | -------------------------------------- | -------------------------------------- | -------------------------------------- | -------------------------------------- | -------------------------------------- | -------------------------------------- | -------------------------------------- | -------------------------------------- | -------------------------------------- | -------------------------------------- | -------------------------------------- | -------------------------------------- |
| Nummer                                 | 34                                     | 14                                     | 10                                     | 9                                      | 10                                     | 10                                     | 9                                      | 14                                     | 17                                     | 22                                     | 25                                     | 27                                     | 48                                     | 50                                     | uit                                    |

Graham Gouldman · Eric Stewart · Kevin Godley · Lol Creme

Paul Burgess · Rick Fenn · Stuart Tosh · Duncan Mackay · Tony O'Malley